# DirectShow
DirectShow jest technologią programistyczną umożliwiającą obsługę strumieni wideo i audio na platformach Microsoft Windows.

## Zastosowanie
Technologia DirectShow stosowana jest w aplikacjach multimedialnych wykorzystujących strumienie wideo i audio. Umożliwia między innymi odtwarzanie plików medialnych, pobieranie obrazu i dźwięku z urządzeń zewnętrznych takich jak kamery cyfrowe i karty telewizyjne, kodowanie/dekodowanie strumienia oraz dostęp do przesyłanych danych (poszczególnych klatek wideo) i ich przetwarzanie. DirectShow obsługuje większość popularnych typów plików medialnych (m.in. AVI, WAV, ASF, MIDI) oraz formatów kompresji (np. DV, MPEG-1, MPEG-4 część 2, MPEG Audio Layer-3 (MP3)).

## Historia i rozwój
Pierwszą technologią Microsoft Windows umożliwiającą pracę z przechwytywaniem i wyświetlaniem strumieni wideo było Video for Windows (VfW), które pojawiło się na systemie Windows 3.x. Wadą VfW był brak wsparcia dla formatu MPEG. Krótkotrwałym rozwiązaniem tego problemu była technologia Media Control Interface (MCI). W tym okresie trwały już jednak prace nad stworzeniem nowego 32-bitowego systemu Windows 95, dlatego zarówno VfW i MCI, oparte na architekturze 16-bitowej, nie były rozwijane.
W celu opracowania zupełnie nowego API do obsługi strumieni wideo wraz z obsługą formatu MPEG na nowej klasie systemów, Microsoft rozpoczął projekt Quartz. Ideą, która przyświecała jego twórcom, było stworzenie elastycznej architektury, w której niezależne komponenty współpracowałyby ze sobą. Takie podejście umożliwiałoby obsługę wciąż pojawiających się nowych modeli urządzeń przesyłających strumienie wideo do komputera, a programistom łatwą rozbudowę aplikacji oraz tworzenie własnych narzędzi do przetwarzania danych. Punktem wyjścia dla projektu Quartz był charakteryzujący się powyższymi cechami projekt Clockwork, który zaimplementowano w systemie Windows. 
W 1995 roku Quartz został wydany pod nazwą ActiveMovie jako część pakietu DirectX Media SDK, a rok później został przemianowany na DirectShow. W 1998 dołączono obsługę DVD i telewizji analogowej, a w 2000, uzyskawszy wsparcie dla Windows Media Format i wzbogacony o zestaw funkcji DirectShow Editing Services (DES) umożliwiających edycję wideo, DirectShow stał się integralną częścią pakietu DirectX SDK. 
W kwietniu 2005 roku DirectShow zostało przeniesione z DirectX SDK do Windows SDK. Nadal jednak tworzenie aplikacji DirectShow wymaga zainstalowania DirectX. Obecna wersja to DirectShow 9.0c.

## Opis technologii
Istotną zaletę technologii DirectShow stanowi jej generyczna architektura. Z punktu widzenia zarówno użytkownika jak i programisty nieistotny jest format kompresji zastosowany w odtwarzanym pliku; dobór odpowiednich narzędzi do przetwarzania (w tym wypadku dekodowania) strumienia odbywa się automatycznie. Co więcej, na pewnym etapie drugorzędne staje się, czy dane pochodzą z pliku czy z urządzenia zewnętrznego oraz z jakim typem urządzenia mamy do czynienia. Taką elastyczność udało się uzyskać dzięki zastosowaniu technologii Component Object Model (COM), w której obiekty reprezentowane są przez niezależne moduły wykonujące określone działania na danych. W DirectShow moduły te noszą nazwę filtrów. 

### Filtry DirectShow
Filtr jest obiektem wykonującym pewną określoną operację na strumieniu mediów, taką jak odczytanie strumienia z dysku lub kamery podłączonej do komputera, przetworzenie strumienia lub jego wizualizację na ekranie. Filtry pobierają lub zwracają dane i mogą łączyć się ze sobą tworząc graf filtrów. W ten sposób dowolne działanie na strumieniu mediów może być zrealizowane poprzez zbudowanie odpowiedniego grafu i do tego głównie sprowadza się programowanie DirectShow.
Filtry DirectShow zostały podzielone na 3 główne kategorie: 
- filtry źródłowe (ang. Source filters) - umożliwiające odczyt strumienia z dysku lub pobranie go z kamery,
- filtry przetwarzające (ang. Transform filters) - umożliwiające przetwarzanie danych,
- filtry renderujące (ang. Renderer filters) - kończące pracę z danymi. Filtry te mogą wyświetlić wideo na ekranie, przesłać dźwięk do karty dźwiękowej lub zapisać dane na dysk.

Każdy filtr zawiera jeden lub więcej pinów - obiektów, za pomocą których filtry łączą się ze sobą i przekazują dane. Piny dzielą się na wejściowe i wyjściowe. Piny wejściowe pobierają dane, piny wyjściowe przekazują je kolejnym filtrom. Piny wyjściowe mogą łączyć się jedynie z pinami wejściowymi. Dodatkowym warunkiem połączenia dwóch pinów jest ustalenie wspólnego typu przesyłanych danych.
Istotną cechą DirectShow jest możliwość tworzenia przez programistów własnych filtrów. Filtry takie mają postać biblioteki DLL. Po zarejestrowaniu ich w systemie mogą być wykorzystane w różnych aplikacjach. DirectShow ułatwia tworzenie filtrów przy pomocy istniejących klas bazowych (ang. Base Classes).

#### Przykłady filtrów
- VSFilter - filtr DirectShow renderujący napisy. Jest częścią projektu guliverkli. Obsługiwane formaty napisów:

| Nazwa formatu                              | Rozszerzenie |
| ------------------------------------------ | ------------ |
| VOBsub                                     | .sub/.idx    |
| SubStation Alpha/Advanced SubStation Alpha | .ssa/.ass    |
| SubRip                                     | .srt         |
| MicroDVD                                   | .sub         |
| SAMI                                       | .smi         |
| PowerDivX                                  | .psb         |
| Universal Subtitle Format                  | .usf         |
| Structured Subtitle Format                 | .ssf         |
- AC3Filter – wysokiej jakości filtr DirectShow przeznaczony do dekodowania audio. Charakteryzuje się wysoką funkcjonalnością i dogodnymi ustawieniami. Filtr umożliwia dekodowanie następujących formatów audio: AC3/DTS/MPEG1/2 Audio. Wspiera DVD, AVI/AC3, AVI/DTS, WAV/AC3 oraz WAV/DTS. Posiada zdolność bezpośredniej modyfikacji parametrów w panelu zarządzania dźwiękiem.

### Graf filtrów
Graf filtrów przetwarza strumień od momentu jego uruchomienia do zatrzymania. Budowanie grafu rozpoczyna się od stworzenia menedżera grafu filtrów, który będzie nim zarządzał. Do jego zadań należy łączenie filtrów i synchronizacja ich stanów. 

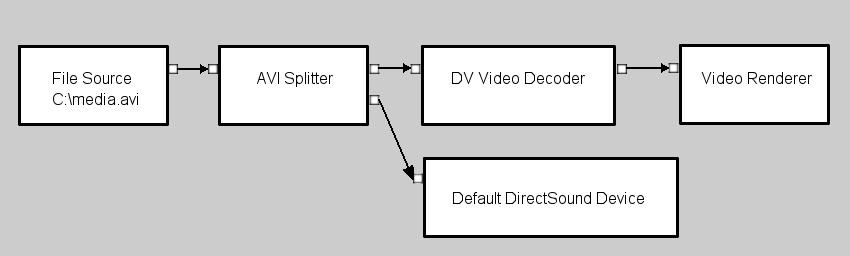
Graf filtrów odtwarzający zawartość pliku AVI w formacie DV

W prostych zadaniach wystarcza, aby programista zapoczątkował budowę grafu, np. poprzez wybór pliku medialnego, a dobór dalszych filtrów jest dokonywany automatycznie. Działanie to, noszące nazwę Intelligent Connect, znacznie ułatwia, choć jednocześnie spowalnia, proces tworzenia grafu. 
Budowanie grafu filtrów jest możliwe przy użyciu wizualnego narzędzia GraphEdit. Może ono posłużyć do zaprojektowania aplikacji lub przetestowania działania własnego filtru. 

### DirectShow i COM
Dostęp do filtrów DirectShow odbywa się poprzez interfejsy COM. Interfejs jest zbiorem metod wirtualnych, które mogą modyfikować działanie filtru. Jak wszystkie obiekty COM, filtry DirectShow oraz ich interfejsy są identyfikowane przez 128-bitowy numer GUID, zwany wówczas odpowiednio CLSID (identyfikator klasy) i IID (identyfikator interfejsu). Warunkiem koniecznym do wykorzystania filtru w aplikacji jest znajomość jego CLSID oraz IID interfejsu, za pomocą którego chcemy mieć dostęp do obiektu.

### Komunikacja z urządzeniami zewnętrznymi
Urządzenia zewnętrzne przesyłające strumień danych do komputera, takie jak kamery, są reprezentowane przez filtry źródłowe. Sterowniki tych urządzeń muszą jednak być zgodne ze standardem Windows Driver Model (WDM). Zainstalowanie takich sterowników powoduje, że po podłączeniu do komputera urządzenie takie jest automatycznie wykryte dzięki usłudze Plug and Play i dodane do listy zainstalowanych urządzeń strumieniujących. Aplikacja DirectShow może przeglądać tę listę i dokonać wyboru źródła strumienia np. na podstawie nazwy urządzenia. W przypadku większości kamer cyfrowych podłączonych w standardzie FireWire system Windows XP posiada już odpowiednie sterowniki WDM. Dzięki temu twórcy aplikacji nie muszą martwić się jakim modelem kamery dysponuje użytkownik.
Producenci niektórych urządzeń umożliwiają modyfikowanie parametrów przesyłanego obrazu takich jak wielkość klatki, liczba klatek na sekundę, jasność, kontrast lub ostrość. Konieczne jest jednak, aby filtr reprezentujący urządzenie udostępniał odpowiednie interfejsy.

## Wspierane języki programowania
Najbardziej popularnym językiem wśród programistów DirectShow jest C++. Zastosowano go w dokumentacji oraz w przykładowych aplikacjach dołączonych do DirectShow SDK. Można również korzystać ze środowiska Delphi i w ograniczonym zakresie z Visual Basic. 

### DirectShow a platforma .NET
DirectShow 9 nie został w pełni zintegrowany z platformą .NET. Możliwe jest jednak korzystanie z Managed C++ i narzędzi udostępnionych przez Microsoft do łączenia kodu zarządzanego i niezarządzanego, takich jak PInvoke lub C++ Interop.
Niezależnie od Microsoftu rozwijany jest projekt DirectShow.NET, który umożliwia korzystanie z interfejsów DirectShow przy użyciu języków .NET takich jak C# i Visual Basic .NET.